# 샤를 뒤팡
피에르 샤를 프랑수아 뒤팽남작(Pierre Charles François Dupin, 1784년 10월 6일, 바르지, 니에브르 – 1873년 1월 18일, 파리 (프랑스), 프랑스)은 프랑스의 가톨릭 수학자, 공학자, 경제학자이자 정치인이었다. 그는 특히 뒤팽 순환곡선과 뒤팽 지표면이 그의 이름을 따서 명명된 수학 분야의 업적과 통계 및 주제도 작성 분야의 업적으로 알려져 있다. 1826년에 그는 가장 초기에 알려진 등치선도를 만들었다.

## 삶과 업적
그는 프랑스 바르지에서 변호사인 샤를 앙드레 뒤팽과 카트린 아그네스 뒤팽의 아들로 태어났다. 그의 형은 앙드레 마리 장 자크 뒤팽이다.
뒤팽은 에콜 폴리테크니크에서 몽주에게 기하학을 배웠고 해군 공병(ENSTA)이 되었다. 그의 수학적 업적은 화법기하학과 미분기하학에 있었다. 그는 곡면 위의 한 점에 대한 공액접선과 뒤팽 지표면의 발견자였다.
뒤팽은 1808년 케르키라섬에서 수학 및 역학 수업을 가르치며 그리스 과학 부흥에 참여했다. 그의 학생 중 한 명은 1820년대 그리스 수학 학교의 설립자가 된 조반니 카란디노였다.
1807년부터 뒤팽은 손상된 케르키라섬의 항구와 병기고 복구를 담당했다. 그는 1813년 툴롱 해양 박물관을 설립했다.
1818년, 뒤팽은 프랑스 학술원의 5개 아카데미 중 하나인 과학 아카데미 (프랑스)에 선출되었다.

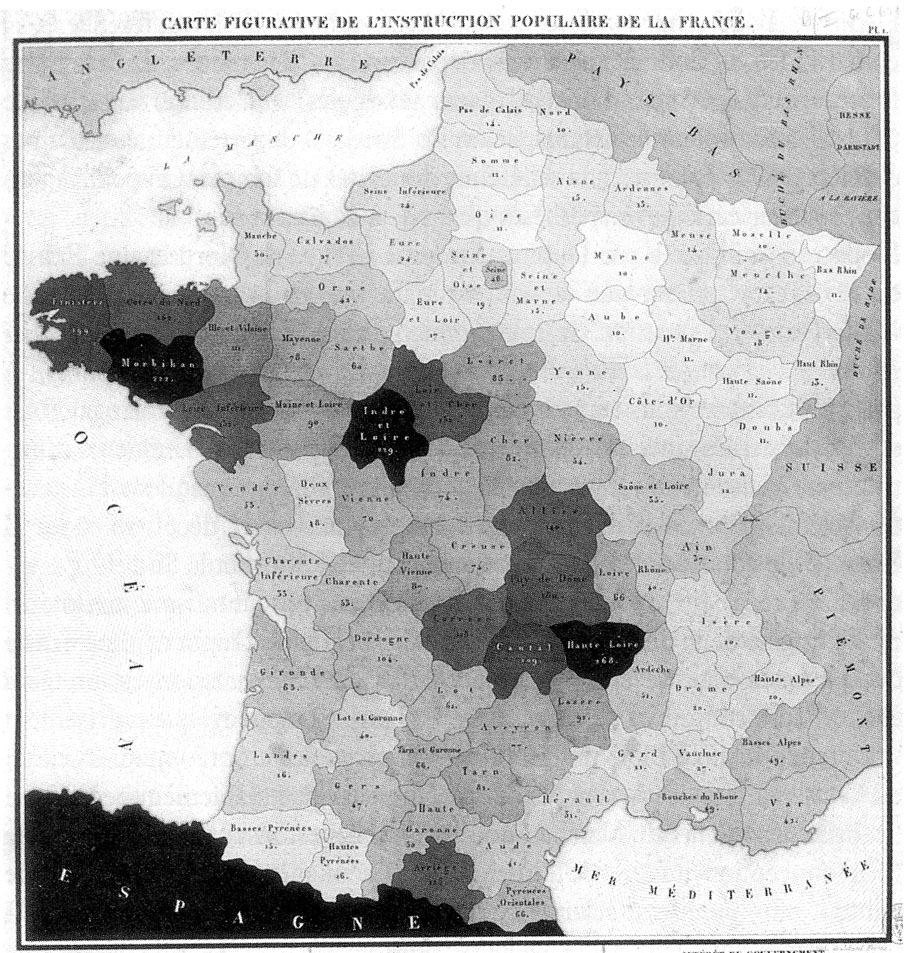
1826년 프랑스의 등치선도.

그는 1819년 국립 예술 공예 학교 교수로 임명되었고, 1854년까지 이 직책을 유지했다. 1822년, 뒤팽은 스웨덴 왕립 과학한림원의 해외 회원으로 선출되었다. 그는 1824년에 남작이 되었다.
1826년에 그는 프랑스의 문맹 분포를 음영(검은색에서 흰색까지)을 사용하여 보여주는 주제도를 출판했는데, 이것은 오늘날 등치선도라고 불리는 것의 최초의 알려진 사례이다. 뒤팽은 독일 통계학자 게오르크 하셀과 아우구스트 프리드리히 빌헬름 크로메의 작업에서 영감을 받았다.
뒤팽은 1834년 프랑스 산업 박람회 중앙 심사위원단의 보고관으로 임명되었다.
각 산업 분야별로 그는 프랑스의 수출입량과 가치를 1823년, 1827년, 1834년의 비교 수치와 함께 기록했다.
뒤팽은 또한 정치 경력을 가졌으며 1852년에 상원 의원으로 임명되었다.

## 주요 저서

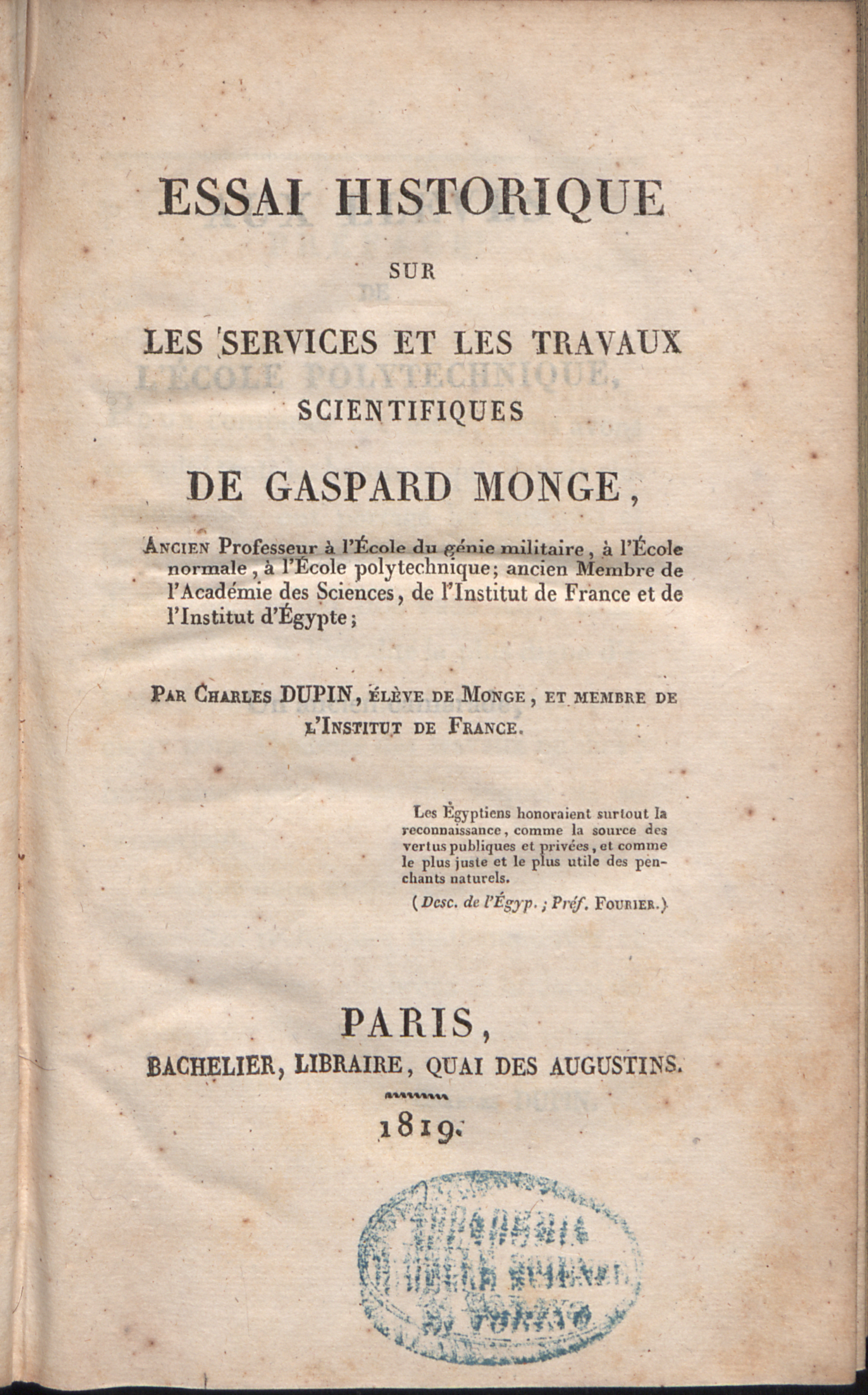
가스파르 몽주의 공헌과 과학적 업적에 대한 역사적 에세이, 1819

- 뒤팽, 프랑수아 피에르 샤를. Développements de géométrie. (1813).
- 뒤팽, 프랑수아 피에르 샤를. Discours et leçons sur l'industrie, le commerce, la marine, et sur les sciences appliquées aux arts. 1825.
- 뒤팽, 프랑수아 피에르 샤를. Canal maritime de Suez. Imprimerie de Mallet-Bachelier, 1858.
- 기하학의 발전, 선박의 안정성, 절단 및 제방, 스크롤링, 광학 등에 적용: M. 몽주의 기술 기하학 및 분석 기하학의 후속편: 이론, 파리, V e  쿠르시에르, 1813, 373  p. ( 온라인 읽기  [ archive ] ).
- 프랑스와 영국의 해군 및 교량, 도로에 대한 회고록: 1816년, 1817년, 1818년에 저자가 영국, 스코틀랜드, 아일랜드 항구에서 행한 두 번의 여행기 포함; 플리머스 부두, 칼레도니아 운하 등에 대한 설명, 파리, 바슐리에, 1818, 468  p. ( 온라인 읽기  [ archive ] )—프론이에게 헌정됨.
- 라신과 셰익스피어에 대한 마이레이디 모건에게 보내는 편지  [ archive ], 1818; 뒤팽의 글이 과학과 정치를 벗어난 드문 경우. 뒤팽은 시드니 오웬슨 출신의 레이디 모건의 베스트셀러 책을 비판한다.
- 가스파르 몽주의 공헌과 과학적 업적에 대한 역사적 에세이  [ archive ], 1819 (디지털화: 갈리카 )
- 기하학 및 역학의 응용, 해군, 교량 및 도로 등, 기하학의 발전 후속편  [ archive ], 1822
- (라플라스, 프론이, 지라르, 앙페르와 공동) 프랑스 학술원(과학 아카데미)에 제출된 보고서: 단순, 중간 및 고압 시스템에서 증기 기관의 장점, 단점 및 비교 위험에 대하여  [ archive ], 1823
- 1816년 이래 전쟁, 해군, 교량 및 도로의 공공 서비스, 상업 및 산업과 관련하여 대영 제국에서 행한 여행, 파리, 바슐리에, 1825, 6권, 3부:

1권 및 2권: 군사력. 육군의 구성. 연구 및 업적  [ archive ] .
3권 및 4권: 해군력. 해군의 구성. 연구 및 업적.
5권 및 6권: 상업력 (공공 사업 및 협회 부문). 공공 도로, 광장, 거리, 도로, 운하, 교량 및 고속도로, 해안 및 항구.